# Conduite scandaleuse
Conduite scandaleuse (Decline and Fall) est le premier roman d'Evelyn Waugh (1928). Écrit dans un style satirique, le livre dépeint la société britannique des années 1920. Le titre anglais est une allusion à l'ouvrage de Gibbon The History of the Decline and Fall of the Roman Empire (Histoire de la décadence et de la chute de l'Empire romain) : l'auteur compare la décadence de Rome et le déclin de l'Empire britannique au sortir de la Première Guerre mondiale. La traduction d'Henri Evans du titre en français Grandeur et Décadence en 1981, quant à elle, se réfère à Montesquieu et à ses Considérations sur les causes de la grandeur des Romains et de leur décadence.

## Adaptation cinématographique
- 1968 : L'Amateur (Decline and Fall... of a Birdwatcher), film britannique réalisé par John Krish, avec Geneviève Page